# One Big Beautiful Bill Act
Le One Big Beautiful Bill Act, également appelé OBBBA, OBBB ou OB3, est une loi de réconciliation budgétaire (en) présenté au 119e congrès des États-Unis.
La loi prolongera les principales dispositions de la Tax Cuts and Jobs Act (en) de 2017, qui expireront fin 2025 et qui bénéficieront principalement aux personnes à revenus élevés. Il comprend des réductions des dépenses gouvernementales non militaires et réduit considérablement les dépenses du Supplemental Nutrition Assistance Program (SNAP) et de Medicaid grâce à des conditions d'éligibilité plus strictes. Il alloue également 150 milliards de dollars supplémentaires aux dépenses de défense, réduit de nombreux crédits d'impôt pour l'énergie propre de la loi sur la réduction de l'inflation et augmente la déduction des impôts d'État et locaux (en) (SALT) de 10 000 $ à 40 000 $. Le Congressional Budget Office (CBO) estime que le projet de loi ajoutera 3 400 milliards de dollars à la dette nationale des États-Unis. Selon une estimation préliminaire du CBO, cela entraînera la perte de la couverture Medicaid pour 8,6 millions d'américains d'ici 2034, dont 5,2 millions en raison d'une disposition relative à l'obligation de travailler. Il contient un certain nombre d'autres dispositions, notamment des restrictions sur la capacité de tenir des fonctionnaires fédéraux pour outrage au tribunal pour non-respect des ordonnances judiciaires(pas clair).
Elon Musk, alors chef de facto du Département de l'Efficacité gouvernementale (DOGE), dénonce le projet de loi comme un projet de loi de dépenses massives, le qualifiant plus tard d'« abomination dégoûtante ». On attribue à ce projet de loi le mérite d'avoir déclenché une querelle publique entre Elon Musk et Donald Trump (en). Moody's, qui note les obligations, est la dernière des « trois grandes » agences de notation de crédit (en) à abaisser la note de la dette américaine de AAA(pas clair), citant les efforts pour faire passer le projet de loi, le qualifiant d'irresponsable sur le plan budgétaire et d'un autre signe de dysfonctionnement politique intérieur.
Il est adopté par le Sénat, le 1er juillet 2025, avec 51 voix contre 50, et par la Chambre des représentants le 3 juillet, avec 218 voix contre 214, en grande partie selon les lignes partisanes. Donald Trump promulgue la loi le 4 juillet 2025, jour de la fête nationale.

## Contenu
La loi prolongera les principales dispositions de la Tax Cuts and Jobs Act (en) de 2017, qui expireront fin 2025 et qui bénéficieront principalement aux personnes à revenus élevés. Il comprend des réductions des dépenses gouvernementales non militaires et réduit considérablement les dépenses du Supplemental Nutrition Assistance Program (SNAP) et de Medicaid grâce à des conditions d'éligibilité plus strictes. Il alloue également 150 milliards de dollars supplémentaires aux dépenses de défense, réduit de nombreux crédits d'impôt pour l'énergie propre de la loi sur la réduction de l'inflation et augmente la déduction des impôts d'État et locaux (en) (SALT) de 10 000 $ à 40 000 $,,,,,.

## Vote

### À la Chambre des représentants
Il est adopté par la Chambre des représentants le 3 juillet 2025, avec 218 voix contre 214, en grande partie selon les lignes partisanes : tous les démocrates ont voté contre, et seuls deux républicains ont voté contre,,.

### Au Sénat
Le Sénat adopte la loi le 1er juillet 2025, avec 51 voix contre 50.

### Promulgation
Donald Trump signe la loi le 4 juillet 2025, à l'occasion du jour de l'Indépendance. Il qualifie cette loi de grande victoire allant apporter prospérité économique au pays, et blâme en même temps les démocrates et les républicains ayant voté contre la proposition de loi,.

## Analyses
Le Congressional Budget Office (CBO) estime que le projet de loi ajoutera 3 400 milliards de dollars à la dette nationale des États-Unis. Selon une estimation préliminaire du CBO, cela entraînera la perte de la couverture Medicaid pour 8,6 millions d'américains d'ici 2034, dont 5,2 millions en raison d'une disposition relative à l'obligation de travailler,,,. Il contient un certain nombre d'autres dispositions, notamment des restrictions sur la capacité de tenir des fonctionnaires fédéraux pour outrage au tribunal pour non-respect des ordonnances judiciaires.
Moody's, qui note les obligations, est la dernière des « trois grandes » agences de notation de crédit (en) à abaisser la note de la dette américaine de AAA, citant les efforts pour faire passer le projet de loi, le qualifiant d'irresponsable sur le plan budgétaire et d'un autre signe de dysfonctionnement politique intérieur.

## Réception

### Querelle entre Musk et Trump
On attribue à ce projet de loi le début de la querelle publique entre Elon Musk et Donald Trump (en).
Le 5 juin 2025, Trump rencontre le chancelier allemand Friedrich Merz dans le Bureau ovale. Au cours de la réunion, Trump déclare qu'il « entretient d'excellentes relations » avec Musk, qu'il est « déçu » par Musk pour avoir critiqué le One Big Beautiful Bill Act, qu'il aurait remporté l'État de Pennsylvanie à l'élection présidentielle de 2024 sans Musk et qu'il critique le projet de loi en raison de ses réductions des subventions aux véhicules électriques plutôt que de la dette nationale qu'il entraînera, et que Musk regrette d'être à la Maison-Blanche, le comparant à d'anciens assistants qui sont devenus critiques à l'égard de Trump après avoir quitté son administration. En réponse au commentaire de Trump selon lequel Musk « connaissait les rouages du projet de loi mieux que quiconque » dans la salle, Musk déclare sur Twitter qu'il n'a pas eu l'occasion de lire le projet de loi. Musk, répondant à Trump en temps réel, déclare que Trump a fait preuve d'« ingratitude » et aurait perdu l'élection sans ses activités politiques (en). Les publications de Musk comprennent d'anciens messages de Trump fustigeant l'augmentation de la dette nationale, suggérant moqueusement dans l'un d'eux que Trump a été remplacé par un « sosie ». Il rejette l'affirmation de Trump selon laquelle il a commencé à critiquer le projet de loi après l'échec des efforts visant à supprimer les coupes dans les subventions aux véhicules électriques.
Musk accuse Trump d'apparaître dans des dossiers liés au délinquant sexuel condamné Jeffrey Epstein et affirme que, par conséquent, la publication des dossiers a été interrompue. Les actions de Trump Media & Technology Group chutent de huit pour cent après que Musk insinue que Trump figure dans les « dossiers Epstein », les informations du gouvernement des États-Unis sur le délinquant sexuel condamné Jeffrey Epstein. La cryptomonnaie de Trump, $Trump, chute également de douze pour cent. Steve Bannon, un ancien conseiller de Trump, déclare qu'il exhorte Trump à annuler les contrats gouvernementaux avec ses entreprises et à enquêter sur le statut d'immigration de Musk, sa consommation présumée de drogue et ses efforts apparents pour assister à un briefing classifié sur une éventuelle guerre entre la Chine et Taïwan. Sur X, Musk déclare que SpaceX déclasse son vaisseau spatial Dragon, nécessaire aux opérations de la Station spatiale internationale.